# Club Bàsquet Inca
El Club Bàsquet Inca va ser un club de bàsquet amb seu a Inca, Illes Balears. Per motius de patrocini, durant molts anys fou conegut també amb el nom Drac Inca. Durant la seva última temporada la denominació de l'equip va ser Fundació Basquetinca.com.

## Història
El Club Bàsquet Inca es va fundar oficialment el 1989. Dos anys abans, però, s'havia format un equip anomenat Basquet Inca compost per joves procedents d'un equip anomenat Els Pins, que acabaria per convertir-se en el posterior Club Basquet Inca.
En cinc anys va aconseguir tres ascensos i en la temporada 1994-95 aconseguí el títol de Campió de Balears, obtenint així el dret a disputar l'ascens de la lliga EBA.
En 1996 fou un dels fundadors de la Lliga LEB, competició que va disputar fins a l'any 2004, quan va descendir a la lliga LEB2.
La temporada 2004-05 no va poder aconseguir el seu objectiu de retornar a la LEB, i el club va decidir comprar la plaça del CB Valls, aconseguint d'aquesta manera la tornada a la segona categoria del bàsquet espanyol.
La temporada 2005-06 es va classificar per a la disputa del playoff d'ascens a la lliga ACB. No obstant, va perdre la eliminatòria davant el Bruesa GBC.
Va tornar a classificar-se per al playoff d'ascens en la 2006-07. Aquesta vegada va perdre la sèrie davant el CAI Zaragoza.
El dia 12 de juny del 2008 es va fusionar amb el Club Bàsquet Muro per a formar part del Bàsquet Mallorca.

## Trajectòria any a any
- Temporada 88/89: 2a Regional
- Temporada 89/90: 2a Regional. Ascens.
- Temporada 90/91: 1a Regional. Ascens.
- Temporada 91/92: Autonòmica.
- Temporada 92/93: Autonòmica. Ascens.
- Temporada 93/94: 2a Divisió.
- Temporada 94/95: 2a Divisió. Ascens.
- Temporada 95/96: Lliga EBA. Ascens.
- Temporada 96/97: LEB (10è)
- Temporada 97/98: LEB (13è)
- Temporada 98/99: LEB (14è)
- Temporada 99/00: LEB (9è)
- Temporada 00/01: LEB (6è)
- Temporada 01/02: LEB (12è)
- Temporada 02/03: LEB (13è)
- Temporada 03/04: LEB (16è). Descens a LEB 2.
- Temporada 04/05: LEB 2 (6è). Intercanvi de places amb CB Valls
- Temporada 05/06: LEB (4t) (millor temporada de la seva història)
- Temporada 06/07: LEB (6è)
- Temporada 07/08: LEB Or (16è) (última temporada del Bàsquet Inca com a equip professional)

## Plantilla de la temporada 2007-08
| - Bases: - Joan Riera - Carles Bivià Muñoz - Kestutis Marciulionis - Vicente McTrayer - Alers: - Alberto Ruíz de Galarreta - Marc Blanch - Tomás López Rodríguez - Aler-pivots: - Sotiris Manolopoulos (cedit al Palència fins a final de temporada) - Anthony Stacey - Pivots: - Danya Abrams - Jan Orfila - Sergio Bruno Antunes Ramos - Albert Alzamora - Lamont Hamilton |

## Cos tècnic
- Entrenador:
  - José Luis Abós
- 2n Entrenador:
  - Ángel Cepeda
- 3r Entrenador:
  - Xavier Nin
- Preparador físic:
  - Antoni Mir
- Fisioterapeuta:
  - Oscar Delgado
  - Beatriz Yáñez